# Internationale Föderation Vexillologischer Gesellschaften

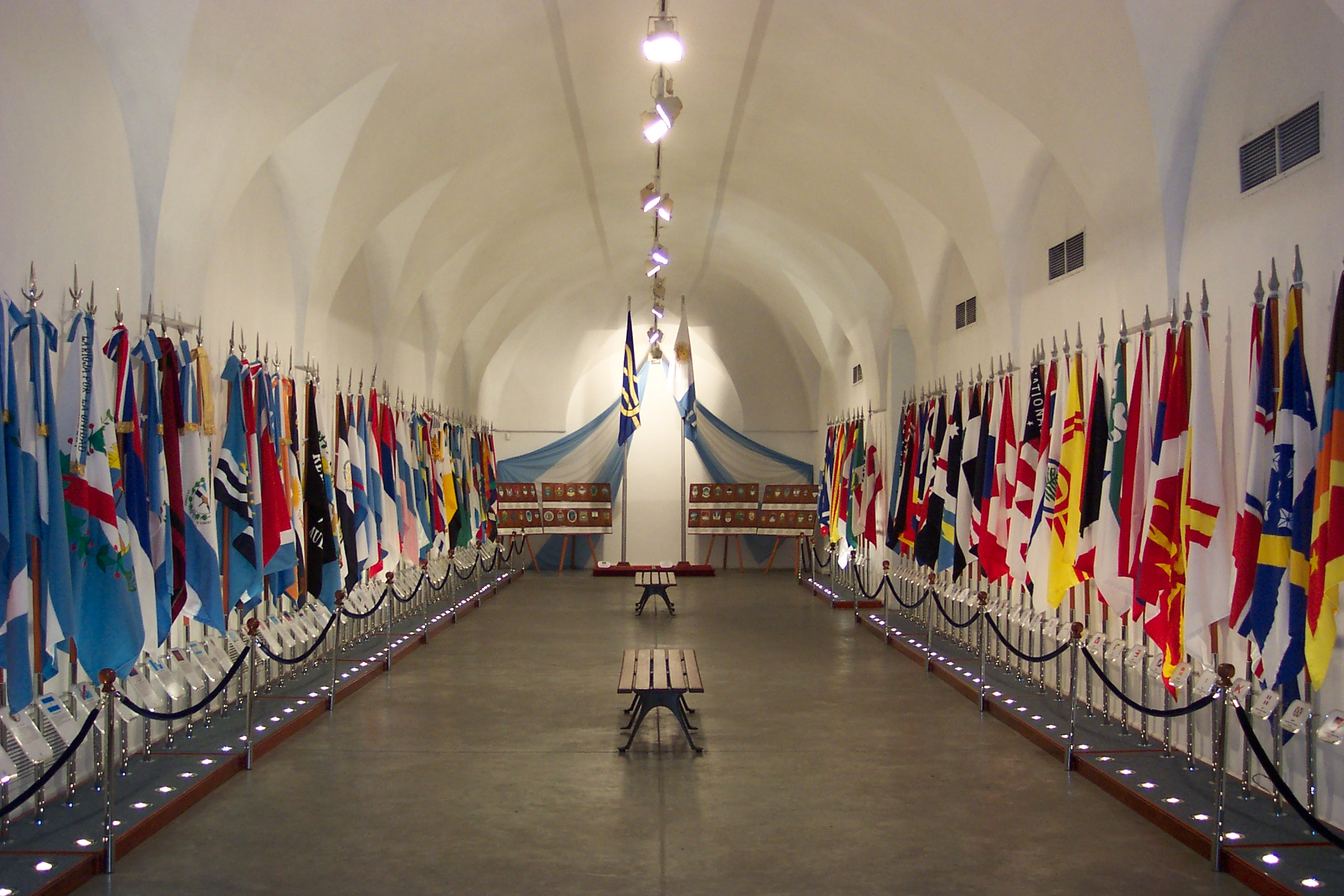
Flaggen der FIAV-Mitglieder während des 21. Internationalen Kongresses für Vexillologie im Centro Cultural Recoleta in Buenos Aires

Die Internationale Föderation Vexillologischer Gesellschaften (französisch Fédération internationale des associations vexillologiques, FIAV) ist ein internationaler Zusammenschluss von 53 regionalen, nationalen und multinationalen Verbänden und Institutionen auf der ganzen Welt. Die FIAV definiert sich selbst als „eine Einrichtung, die Wissen über Flaggen aller Art, deren Formen und Funktionen und der wissenschaftlichen Theorien und Prinzipien sammelt.“ Die vier offiziellen Sprachen der FIAV sind Deutsch, Englisch, Französisch und Spanisch.
Die FIAV-Flagge wurde ursprünglich von Klaes Sierksma entworfen und leicht vom Organisationskomitee des 2. Internationalen Kongresses für Vexillologie geändert. Sie wurde am 3. September 1967 eingeführt. Der auf der Flagge gezeigte Knoten ist ein Schotstek, der bekannteste aller Verbindungsknoten. Die blaue Farbe wird als PMS U293 und die gelbe Farbe als PMS U123 definiert. Die Flaggen für die drei Vorstände wurden vom ehemaligen FIAV-Präsidenten William Crampton konzipiert und im Jahr 1999 eingeführt. Alle FIAV-Fahnen wurden 2007 von der 22. Tagung der FIAV-Generalversammlung in Berlin leicht geändert.

## Geschichte
Provisorisch wurde die FIAV am 3. September 1967 während des 2. Internationalen Kongresses für Vexillologie in Rüschlikon in der Schweiz gegründet. Endgültig an die Öffentlichkeit ging die FIAV am 7. September 1969 während des 3. Internationalen Kongresses für Vexillologie in Boston.
In der modernen Vexillologie wird – in den 1970er Jahren von der FIAV eingeführt – die Art des Flaggengebrauchs durch standardisierte Vexillologische Symbole (FIAV-Symbole ) angezeigt.

## Vorstand
Die FIAV hat einen „Drei-Personen-Vorstand“, bestehend aus einem Präsidenten, Generalsekretär und Generalsekretär für Kongresse.
Die derzeitigen Mitglieder des Vorstands sind:
- Željko Heimer (Präsident)
- Bruce Berry (Generalsekretär)
- Graham Bartram (Generalsekretär für Kongresse)

## Internationale Kongresse
Die FIAV veranstaltet alle zwei Jahre den Internationalen Kongresse für Vexillologie (englisch International Congresses of Vexillology). Die Kongresse dauern üblicherweise fünf Tage und bestehen aus Fachvorträgen zu flaggenkundlichen Themen.
Internationale Kongresse für Vexillologie fanden statt in:
1. Muiderberg (1965)
2. Zürich und Rüschlikon (1967)
3. Boston (1969)
4. Turin (1971)
5. London (1973)
6. IJsselmeer (1975)
7. Washington, D.C. (1977)
8. Wien (1979)
9. Ottawa (1981)
10. Oxford (1983)
11. Madrid (1985)
12. San Francisco (1987)
13. Melbourne (1989)
14. Barcelona (1991)
15. Zürich (1993)
16. Warschau (1995)
17. Kapstadt (1997)
18. Victoria (1999)
19. York (2001)
20. Stockholm (2003)
21. Buenos Aires (2005)
22. Berlin (2007)
23. Yokohama (2009)
24. Alexandria (2011)
25. Rotterdam (2013)
26. Sydney (2015)
27. London (2017)
28. San Antonio (2019)
29. Ljubljana (2022)

## Liste der aktuellen Mitglieder
Die derzeitigen Mitglieder sind:
- Argentinien:
  - Asociación Argentina de Vexilología (AAV)
  - Fundación Centro Interdisciplinario de Estudios Culturales (CIDEC)
- Australien:
  - Flag Society of Australia Inc. (Flags Australia) (FSA)
- Belgien:
  - Centre Belgo-Européen d'Études des Drapeaux (CEBED)
  - Societas Vexillologica Belgica (SVB)
- Bulgarien:
  - Българско хералдическо и вексилоложко общество / Bulgarian Heraldry and Vexillology Society (BHVS)
- Chile:
  - Corporación Nacional de Vexilología de Chile (CONAVEX)
- China:
  - 中国旗帜学研究中心 / Vexillological Research Center of China (VRCC)
- Deutschland:
  - Deutsche Gesellschaft für Flaggenkunde e.V. (DGF)
  - Heraldischer Verein „Zum Kleeblatt“ von 1888 zu Hannover e.V. (HVK)
- Finnland:
  - Partioheraldikot r.y. (PH)
- Frankreich:
  - Kevarzhe Vannielouriezh Vreizh / Société Bretonne de Vexillologie (KVV)
  - Société française de vexillologie (SFV)
- Georgien:
  - საქართველოს პარლამენტთან არსებული ჰერალდიკის სახელმწიფო საბჭო / State Council of Heraldry at the Parliament of Georgia (SCHG)
- Indien:
  - Indian Vexillological Association (IVA)
- Italien:
  - Bandiere Storiche (BS)
  - Centro Italiano Studi Vessillologici (CISV)
- Irland:
  - Cumann Geinealais na hÉireann Teoranta (Brateolaíocht Éireann branch) (GSI)
- Japan:
  - 日本旗章学協会 (JAVA) / Nihon Kishōgaku Kyōkai / Japanese Vexillological Association
- Kanada:
  - The Burgee Data Archives (BDA)
  - The Canadian Flag Association (CFA) / L'Association canadienne de vexillologie
  - Flags of the World (FOTW) (Onlinevereinigung mit weltweiten Mitgliedern)
- Kroatien:
  - Hrvatsko grboslovno i zastavoslovno društvo (HDZG) / Croatian Heraldic and Vexillologic Association
- Litauen:
  - Genealogijos, heraldikos ir veksilologijos institutas (GHVI)
- Moldau:
  - Societatea de Genealogie, Heraldică şi Arhivistică “Paul Gore” (SGHAPG)
- Neuseeland:
  - New Zealand Flag Association (NZFA)
- Niederlande:
  - Nederlandse Vereniging voor Vlaggenkunde (NVvV)
  - Stichting Vlaggenparade Rotterdam (SVPR)
- Nordamerika:
  - North American Vexillological Association (NAVA) (Kanada, Vereinigte Staaten)
- Nordeuropa:
  - Nordische Flaggengesellschaft / Nordic Flag Society (NF) / Nordisk Flaggselskap / Nordisk Flagselskab / Nordiska Flaggsällskapet / Norræna Fánafélagið / Pohjoismaiden Lippuseura (Dänemark, Finnland, Island, Norwegen, Schweden)
- Nordmazedonien:
  - Здружение за хералдика, вексилологија и фалеристика Македонско грбословно друштво Скопје / Zdruzenie za heraldika, veksilologija i faleristika Makedonsko grboslovno društvo Skopje / Macedonian Heraldic Society (MGD)
- Polen:
  - Instytut Heraldyczno-Weksylologiczny (IHW)
  - Polskie Towarzystwo Weksylologizne (PTW)
- Rumänien:
  - Erdélyi Címer- és Zászlótudományi Egyesület (THVA)
- Russland:
  - Российский Центр флаговедения и геральдики (RCVH) / Rossiyskiy Tsentr flagovedeniya i geraldiki / Russian Centre of Vexillology and Heraldry
- Schweiz:
  - Schweizerische Gesellschaft für Fahnen- und Flaggenkunde (SSV) / Société Suisse de Vexillologie / Società Svizzera di Vessillologia
- Singapur:
  - Vexillological Society (Singapore) (VSS)
- Slowenien:
  - Grboslovno in zastavoslovno društvo Heraldica Slovenica (HS)
- Spanien:
  - Associació Catalana de Vexil•lologia (ACV)
  - Sociedad Española de Vexilología (SEV)
- Südliches Afrika:
  - Southern African Vexillological Association (SAVA) (Angola, Botswana, Lesotho, Madagaskar, Malawi, Mosambik, Namibia, Südafrika, Eswatini, Sambia, Zimbabwe)
- Tschechien:
  - Česká vexilologická společnost o. s. (CVS)
  - Středisko vexilologických informací (SVI) / Flag Data Centre
  - World Vexillological Research Institute (WVRI)
- Ukraine:
  - Українсьҝе Геральдичне Товариство / Ukrayins'ke Heral'dychne Tovarystvo / The Ukrainian Heraldry Society (UHT)
- Vereinigtes Königreich:
  - The Flag Institute (FI)
- Vereinigte Staaten:
  - Chesapeake Bay Flag Association (CBFA)
  - Flag Heritage Foundation (FHF)
  - The Flag Research Center (FRC)
  - Great Waters Association of Vexillology (GWAV)
  - New England Vexillological Association (NEVA)
  - The Portland Flag Association (PFA)
  - Vexillological Association of the State of Texas (VAST)